# Cratere Teura
Teura  è un cratere sulla superficie di Venere.